# Нурдін Бургане
Нурдін Бургане (нар. 28 жовтня 1958) — коморський політик, тринадцятий голова уряду Коморських Островів, віцепрезидент країни у 2011—2016 роках за президентства Ікілілу Дуаніна.
Окрім того, в різні часи займав посади міністра інформації, культури, молоді та спорту, а також пошти та зв'язку.